# Bersaillin
Bersaillin és un municipi francès situat al departament del Jura i a la regió de Borgonya - Franc Comtat. L'any 2007 tenia 360 habitants.

## Demografia

### Població
El 2007 la població de fet de Bersaillin era de 360 persones. Hi havia 140 famílies de les quals 35 eren unipersonals (23 homes vivint sols i 12 dones vivint soles), 43 parelles sense fills, 54 parelles amb fills i 8 famílies monoparentals amb fills.
La població ha evolucionat segons el següent gràfic:
Habitants censats

### Habitatges
El 2007 hi havia 176 habitatges, 142 eren l'habitatge principal de la família, 19 eren segones residències i 15 estaven desocupats. 170 eren cases i 6 eren apartaments. Dels 142 habitatges principals, 124 estaven ocupats pels seus propietaris, 11 estaven llogats i ocupats pels llogaters i 7 estaven cedits a títol gratuït; 1 tenia una cambra, 4 en tenien dues, 26 en tenien tres, 43 en tenien quatre i 68 en tenien cinc o més. 126 habitatges disposaven pel capbaix d'una plaça de pàrquing. A 47 habitatges hi havia un automòbil i a 83 n'hi havia dos o més.

### Piràmide de població
La piràmide de població per edats i sexe el 2009 era:
| Homes | Edats   | Dones |
| ----- | ------- | ----- |
| 0     | 95 o +  | 0     |
| 0     | 90 a 94 | 0     |
| 0     | 85 a 89 | 4     |
| 0     | 80 a 84 | 4     |
| 12    | 75 a 79 | 0     |
| 8     | 70 a 74 | 12    |
| 12    | 65 a 69 | 0     |
| 20    | 60 a 64 | 12    |
| 4     | 55 a 59 | 12    |
| 16    | 50 a 54 | 12    |
| 4     | 45 a 49 | 12    |
| 8     | 40 a 44 | 0     |
| 12    | 35 a 39 | 4     |
| 4     | 30 a 34 | 8     |
| 8     | 25 a 29 | 12    |
| 12    | 20 a 24 | 8     |
| 8     | 15 a 19 | 0     |
| 4     | 10 a 14 | 4     |
| 0     | 5 a 9   | 8     |
| 24    | 0 a 4   | 0     |

## Economia
El 2007 la població en edat de treballar era de 224 persones, 158 eren actives i 66 eren inactives. De les 158 persones actives 149 estaven ocupades (84 homes i 65 dones) i 9 estaven aturades (4 homes i 5 dones). De les 66 persones inactives 23 estaven jubilades, 16 estaven estudiant i 27 estaven classificades com a «altres inactius».

### Ingressos
El 2009 a Bersaillin hi havia 150 unitats fiscals que integraven 384,5 persones, la mediana anual d'ingressos fiscals per persona era de 16.713 €.

### Activitats econòmiques
Dels 10 establiments que hi havia el 2007, 1 era d'una empresa de fabricació de material elèctric, 1 d'una empresa de fabricació d'altres productes industrials, 4 d'empreses de construcció, 1 d'una empresa de transport, 1 d'una empresa d'hostatgeria i restauració, 1 d'una empresa immobiliària i 1 d'una empresa de serveis.
Dels 4 establiments de servei als particulars que hi havia el 2009, 1 era un guixaire pintor, 2 fusteries i 1 electricista.
L'any 2000 a Bersaillin hi havia 14 explotacions agrícoles que ocupaven un total de 730 hectàrees.

## Poblacions més properes
El següent diagrama mostra les poblacions més properes.